# 小畑弘己
小畑 弘己（おばた ひろき、1959年-）は、日本の考古学者。熊本大学教授。

## 経歴
1959年、長崎県生まれ。熊本大学法文学部史学科で考古学を専攻。学生時代には九州地方の細石刃石器群に関心を持ち、シベリア・韓国・中国の石器研究に関心を広げていった。1982年に熊本大学を卒業。
1983年、福岡市教育委員会文化財専門職に就いた。1995年、母校の熊本大学文学部助教授となった。2001年、学位論文『シベリア先史考古学』を九州大学に提出して文学博士の学位を取得。2007年に同准教授、2011年に教授昇格。

## 受賞・栄典
- 2012年度：濱田青陵賞を受賞。東北アジアにおける穀物栽培化過程の革新的研究の功績による[4]。

## 研究内容・業績
専門は先史考古学で、広くアジア地域の先史考古学を対象にしている。中でも、遺跡から出土する植物(植物考古学)・昆虫(昆虫考古学)に着目した調査を数多く手掛けている。

## 著作
著書
- 『シベリア先史考古学』中国書店, 2001
- 『東北アジア古民族植物学と縄文農耕』同成社, 2011
- 『タネをまく縄文人 最新科学が覆す農耕の起源』吉川弘文館(歴史文化ライブラリー), 2016
- 『昆虫考古学』角川選書 2018
- 『縄文時代の植物利用と家屋害虫 圧痕法のイノベーション』吉川弘文館, 2019

共著
- 『遺跡からのメッセージ』(熊本歴史叢書 1 古代・上編) 小畑弘己ほか著, 熊本日日新聞社, 2003
- 『国のなりたち 旧石器時代から飛鳥時代』(Jr.日本の歴史 1) 寺前直人・高橋照彦・田中史生共著, 小学館, 2010

論文
- CiNii(小畑弘己著作)